# 足尾鉱毒事件

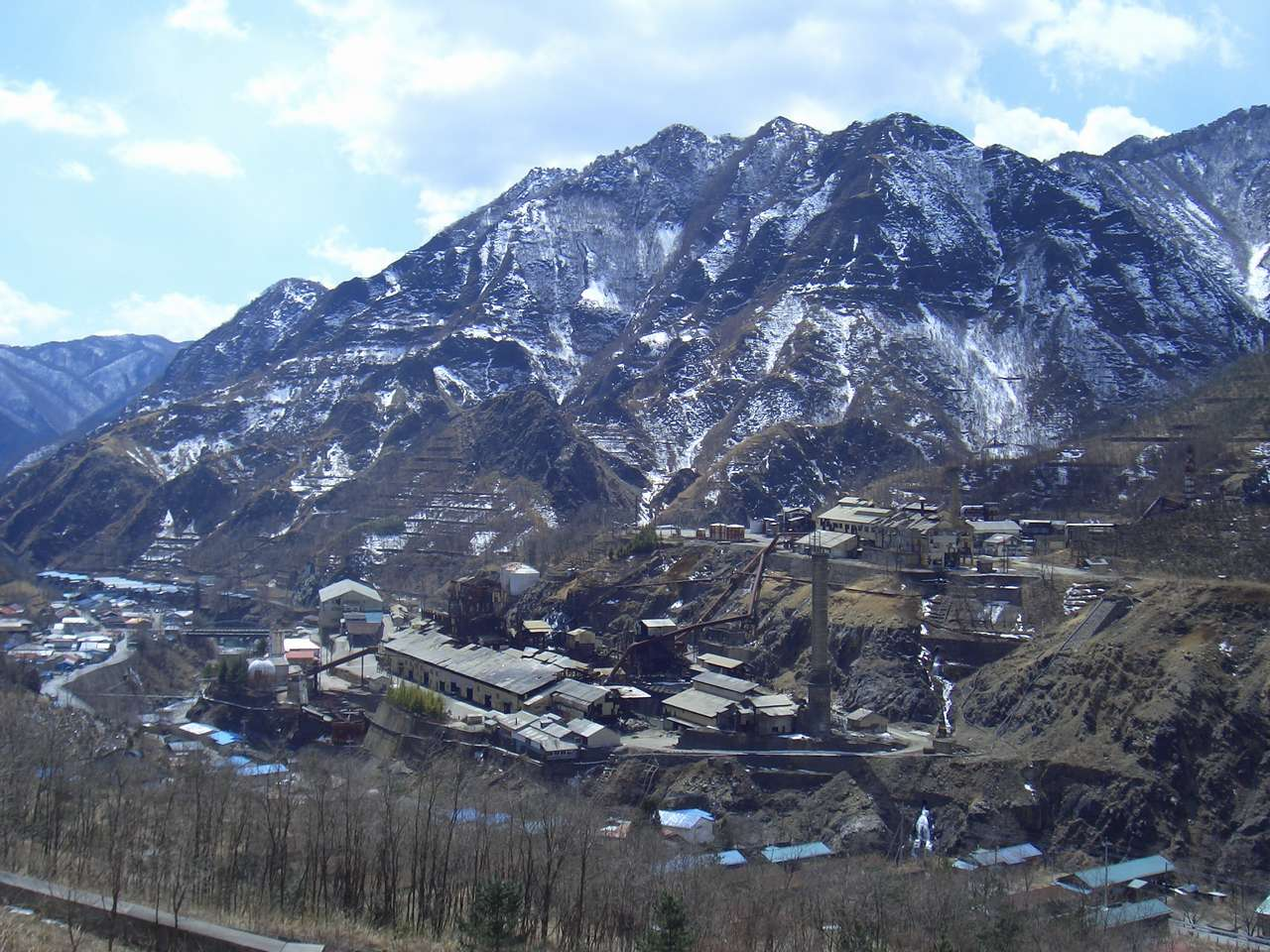
足尾鉱山

足尾鉱毒事件（あしおこうどくじけん）または足尾銅山鉱毒事件（あしおどうざんこうどくじけん）は、19世紀後半の明治時代初期から栃木県と群馬県の渡良瀬川周辺で起きた、日本初の公害事件である。
足尾銅山の精錬所から出た排煙、鉱毒ガス、鉱毒水などの有害物質が周辺環境に著しい影響をもたらし、1890年代より栃木の政治家であった田中正造が中心となり、国に問題提起するものの、加害者決定はされなかった。
1972年（昭和47年）3月31日、板橋明治を筆頭代理人とした群馬県太田市毛里田地区（旧・山田郡毛里田村）の被害農民（太田市毛里田地区鉱毒根絶期成同盟会）971名が、古河鉱業株式会社（現：古河機械金属株式会社）を相手とし、総理府中央公害審査委員会（後の総理府公害等調整委員会）に提訴。2年後の1974年（昭和49年）5月11日、調停（銅等の重金属汚染・土地改良事業・損害補償・自治体との公害防止協定など）を成立させた。「100年公害」と言われたこの事件の加害者をついに古河鉱業と断定、加害責任を認めさせるという歴史的な日となった。
足尾の精錬所は1980年代まで稼働し続け、2011年に発生した東北地方太平洋沖地震（東日本大震災）の影響で、渡良瀬川下流から基準値を超える鉛が検出されるなど、21世紀となった現在でも影響が残っている。　

## 経緯

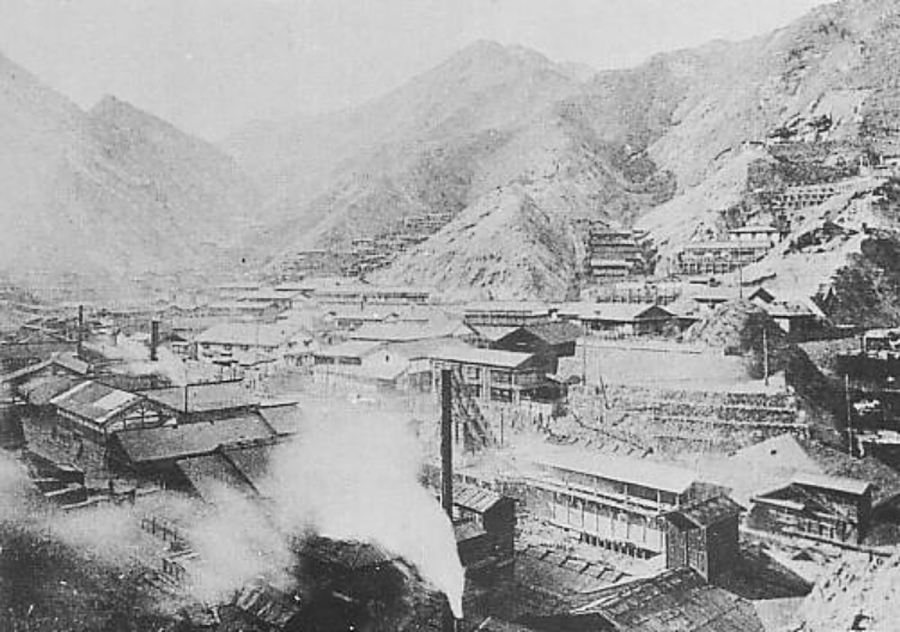
1895年頃の足尾鉱山

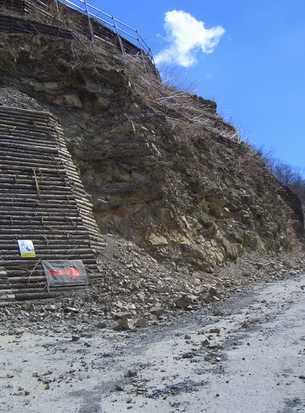
煙害により崩落を続ける足尾の山（赤倉山麓） 2005年3月撮影

### 鉱毒公害の発生
鉱毒ガスやそれによる酸性雨により、日光市足尾町（旧・上都賀郡足尾町）近辺の山は禿山となった。木を失い土壌を喪失した土地は、次々と崩れていったが、この崩壊は21世紀となった現在も続いている。崩れた土砂は渡良瀬川を流れ、下流で堆積した。このため、渡良瀬川は足利市付近で天井川となり、足尾の山林の荒廃とともにカスリーン台風襲来時は洪水の主原因となった。
鉱毒による被害はまず、1878年と1885年に、渡良瀬川の鮎の大量死という形で現れた。ただし、当時は原因が分かっておらず、これを8月12日に最初に報じた朝野新聞 も、足尾銅山が原因かもしれないというような、曖昧な書き方をしている。1885年10月31日、下野新聞が前年ごろから足尾の木が枯れ始めていることを報じ、これら2つが足尾銅山と公害を結びつける最初期の報道と考えられる。なお、古河鉱業は1884年、精銅の輸出拡大等のために横浜に溶鉱炉を建設していた（のち古河電気工業）。

### 被害の拡大

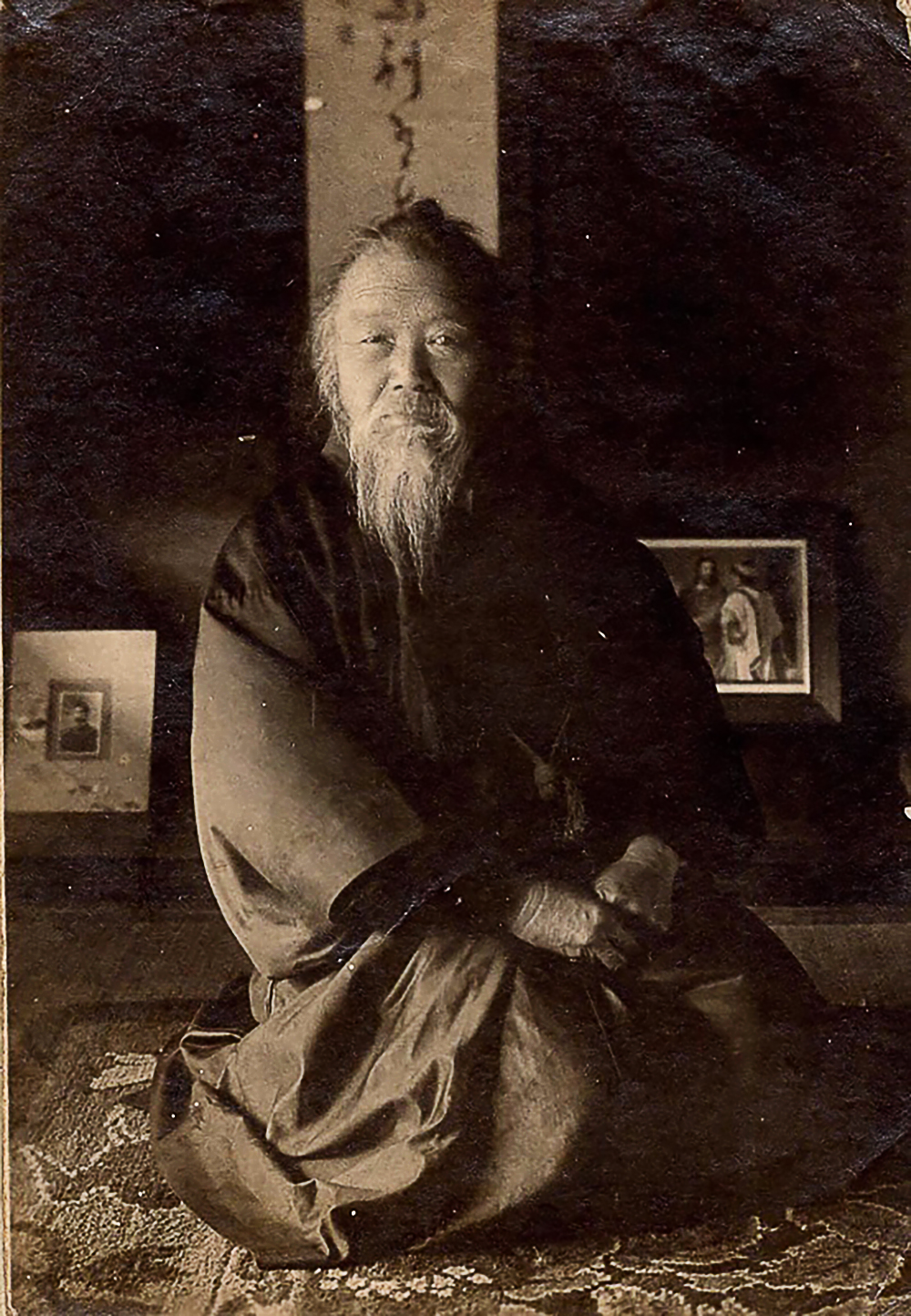
田中正造

次に、渡良瀬川から取水する田園や、洪水後、足尾から流れた土砂が堆積した田園で、稲が立ち枯れるという被害が続出した。これに怒った農民らが数度にわたり蜂起した。田中正造はこのときの農民運動の中心人物として有名である。なお、この鉱毒被害の範囲は渡良瀬川流域だけにとどまらず、江戸川を経由し行徳方面、利根川を経由し霞ヶ浦方面まで拡大した。田畑への被害は、特に1890年8月と1896年7月21日、8月17日、9月９日の4度の大洪水で顕著となった。
1897年3月3日、鉱毒被害地の人民2000人余は、徒歩で東京に出発、館林・佐野・古河などで警官に阻止され、この日800人は東京日比谷に結集、農商務省をかこみ鉱業停止を強力に請願した。5月27日、東京鉱山監督署は、鉱業主古河市兵衛に鉱毒排除命令を出した。
1892年の古在由直らによる流域の土壌分析調査結果によれば、鉱毒の主成分は銅の化合物、亜酸化鉄、硫酸。
1901年には、足尾町に隣接する松木村が煙害のために廃村となった。この他、松木村に隣接する久蔵村、仁田元村もこれに前後して同様に廃村となった。
対策の節で述べる工事が1897年から1927年にかけて行われると、表だった鉱毒被害は減少した。しかし、渡良瀬川に流れる鉱毒がなくなったわけではなかった。他の地域と異なり、渡良瀬川から直接農業用水を取水していた群馬県山田郡毛里田村（現・太田市毛里田）とその周辺では、大正期以降、逆に鉱毒被害が増加したと言われる。1971年には毛里田で収穫された米からカドミウムが検出され出荷が停止された。古河鉱業はカドミウム被害は認めていない（後の調停において間接的に重金属汚染を認めている）が、群馬県はこれを断定した。

### 閉山
1973年（昭和48年）までに足尾の銅は掘りつくされ円の変動相場制への移行もあって閉山、公害は減少した。ただし、精錬所の操業は1980年代まで続き、鉱毒はその後も流されたとされる。1989年（平成元年）にJR足尾線で貨物列車が廃止になると、原料鉱石の搬入量が減少し、鉱毒はさらに減少したとされる。
しかし、どの時代も科学的な分析がほとんどされていないため、公害の内容はあまり明らかにはなっていない。
明確に分かっている鉱毒の量は、1972年（昭和47年）度、環境庁が足尾町に設置した測定局における二酸化硫黄（亜硫酸ガス）濃度であるが、これは旧環境基準に適合していなかった。足尾町内1局の測定局のうち、1局が不適合で、都市内全測定局の値が不適合となったのは、測定局のある都市の中では、この年度、足尾町のみである（ただし当時の環境白書は、鉱毒被害とは明示していない）。1981年（昭和56年）9月7日に足尾町の中才浄水場から排出された排水から、基準値の2倍、協定値の3倍の銅が検出されたというものがある。このほか、毛里田村鉱毒根絶期成同盟会などが独自に測定した値などがある。
2011年（平成23年）3月11日、1958年（昭和33年5月30日）に決壊した源五郎沢堆積場が再び決壊。鉱毒汚染物質が再度渡良瀬川に流下した。同日発生した東北地方太平洋沖地震（東日本大震災）が原因と思われるが、詳細は不明である。この際は、下流の農業用水取水地点において、基準値を超える鉛が検出された。また、堆積場と渡良瀬川の間にあるわたらせ渓谷鐵道の線路が破損。同鉄道は運休を余儀なくされた。
1899年（明治32年）の群馬栃木両県鉱毒事務所によると、鉱毒によるカドミウム中毒で死者・死産は推計で1064人。これは、鉱毒被害地の死者数から出生数を単純に減じたものである。松本隆海は、すべてが鉱毒が原因だとはいえないかもしれないが、当時の日本は出生数のほうが多いにもかかわらず、この地域で死者数のほうが多いのは、鉱毒に関連があるとしている（実際には、鉱毒が原因で貧困となり、栄養状態が悪化して死亡した者が多く含まれていると考えられるが、田中正造や松本はこれらも鉱毒による死者とすべきだとしている）。この数値は、田中正造の国会質問でも使用された。
/
鉱毒激甚地であった当時の安蘇郡植野村字船津川地区（現・佐野市船津川町）の死産率は明らかに全国平均を超えていることも鉱毒事務所は指摘している。松本隆海は、『足尾鉱毒惨状画報』（1901年（明治34年））で、安蘇郡界村字高山（現・佐野市高山町、当時の人口約800人）で、5年間で兵役合格者がわずか2名しか出ておらず（適齢者は延べ50名）、しかも、その合格者のうち1名も入隊後10日で病気で除隊となったという逸話を紹介している。田口掬汀は、海老瀬村の鉱毒被害者向けの診療所の医師に聞いた話として、忙しくて統計はとっていないが、ひと月に2300名を越える患者を診断し、うち半数が眼病であったが、これは地質が及ぼす結果だろうとこの医師は推測していることを佐藤儀助編『亡国の縮図』（1902年）で紹介している。また、元谷中村村民の島田宗三は、自身の父と祖父は、鉱毒水を飲んで胃を冒されて死亡した、と主張している。
|  |  |

## 政府の鉱毒対策
1891年からたびたび田中正造が国会で質問したにもかかわらず、政府は積極的には鉱毒対策を行わなかった。この時代は、1891年刊行の吾妻村（現・佐野市）民らによる鉱毒の記録集『足尾銅山鉱毒・渡良瀬川沿岸事情』を発刊直後に発売禁止にするなど、言論封殺が主な対策であった。

### 第一次
1897年、鉱毒被害地の農民が大挙して東京に陳情（当時の表現では押出し）を行うなど、世論が高まると、同年3月、政府は足尾銅山鉱毒調査委員会を設置し、数度の鉱毒予防令を出した。特に大規模なものは1897年5月の第3回の予防令で、古河側に、排水の濾過池・沈殿池と堆積場の設置、煙突への脱硫装置の設置を命令した。これらはどれもが数十日の期限付きで、一つでも遅れた場合には閉山するというものだった。古河側は当時珍しかった電灯などを活用し、24時間体制で工事を行った結果、すべての工事が期限内に間に合った。
しかし、これらの措置は、満足に役には立たなかった。政府は長年、この予防令による工事と、後述する渡良瀬川の改修工事（1927年竣工）で鉱毒問題は解決したとしてきたが、1993年、『環境白書』で、当時の対策が不十分で、根本的な解決とはならなかったことを認めた。
具体的には、濾過池・沈殿池は翌1898年には決壊し、再び下流に鉱毒が流れ出した。煙突の脱硫装置も、当時の技術レベルでは機能せず、効果は無いに等しかった。堆積場からの鉱石くずの流出は、既に1902年の第二次鉱毒調査委員会で指摘されている（しかし、第二次鉱毒調査委員会は特にそれを問題視することはなかった）。
被害民の一部は、鉱毒予防工事の効果はないものとみなして再び反対運動に立ち上がり、3回目（1898年9月）と4回目（1900年2月）の大挙上京請願行動（押出し）を決行した。4回目の押出しでは、農民側と警察側が衝突して大勢の逮捕者が出た（川俣事件）。しかし、実はその翌年（1901年）の秋には、工事の効果が現れはじめ、新聞も農地がかなり回復していると報道した。たとえば、10月6日付の『東京朝日』には、「激甚被害地を除く他は極めて豊作」と出ている。ただし、これらの報道については、当時のマスコミのみの取材能力では、渡良瀬川沿岸全域を調査したとは考えられず、一部地域のみの情報を元にしたものであるという指摘がされている。
第一次鉱毒調査委員会はこれ以外に、鉱毒被害民に対し免租を行った。これは農民の要求を受け入れたものだが、この措置のおかげで選挙権を失うものが続出、誰も立候補できずに村長が選べない村も出るという弊害も生まれた（当時は一定額の直接税を納めないと選挙権が得られなかった）。

### 第二次

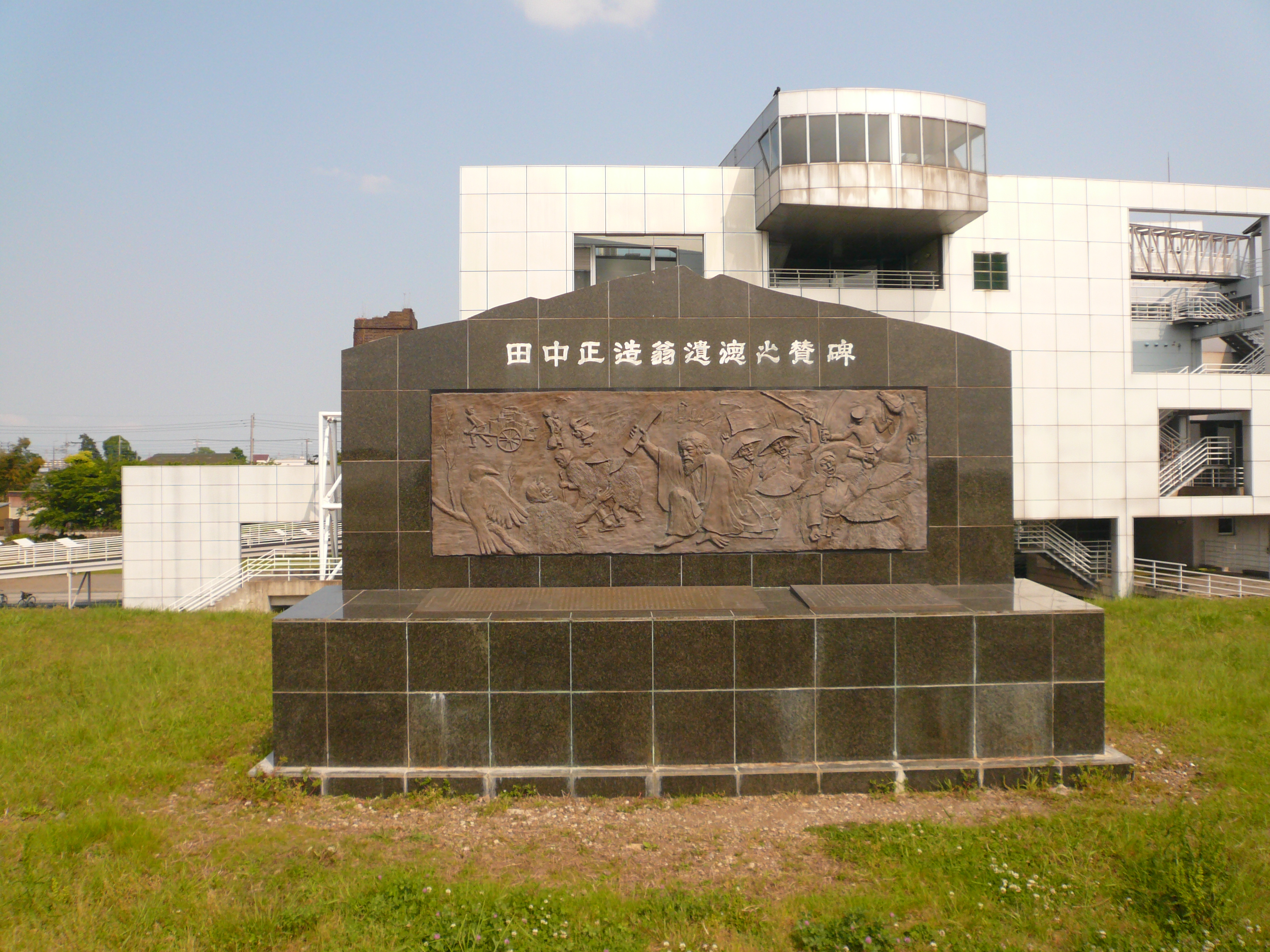
古河市内の渡良瀬川沿いに建立された『田中正造翁遺徳之賛碑』。
レリーフ中央に直訴状を捧げる田中正造が描かれている。

明治34年（1901年）12月10日、日比谷において田中正造が明治天皇に足尾鉱毒事件について直訴を行ったが、警備の警官に取り押さえられて失敗。しかし、東京市中は大騒ぎになり、号外も配られ、訴状の内容は広く知れ渡った。田中の直訴後、学生が相次いで団体で足尾見学に向かうなど、世論の盛り上がりにあわてた政府は、1902年3月、勅令により鉱毒調査委員会を設置して再度調査を開始した。同委員会は1903年に、1897年の予防令後は鉱毒は減少したと結論づけ、洪水を防ぐために渡良瀬川下流に鉱毒沈殿用の大規模な「遊水池」を作るべきとする報告書を提出した。しかし、第二次鉱毒調査委員会は、前述のとおり、予防令による工事で鉱毒は減少したとは結論づけたが、鉱毒が消滅したという調査結果はない。衆議院議員田川大吉郎は同年、自著に「足尾銅山に関する調査報告書」を添付して訴えた。
同調査会の結論は「作物に被害を与える銅分は、予防工事前の残留分で現業によるものは少ないとして古河鉱業の責任を解除した」（由井正臣『田中正造』）ものだったが、実際、1903年10月には「被害地の稲は豊作」になり、田中正造も「被害地豊作の実況」と題する演説をして歩いた（『田中正造全集・別巻』477頁）。
この演説で正造は、「豊作の原因は断じて工事の効果ではない。去年の大洪水による山崩れで、新しい土が被害農地にかぶさったためだ」と抗弁した。この説は2006年現在、国土交通省も支持している。
しかし、群馬県山田郡側の鉱毒被害は、この時代、逆に増加したといわれる。理由は不明だが、大正時代、製錬方法が浮遊選鉱法に変更されたことにより渡良瀬川を流れる鉱石くずの粒が細かくなり、浮遊したまま川を流れるようになったため、上流部の渡良瀬川右岸に多く流れ込んで堆積するようになったと考える研究者がいる。群馬県側の鉱毒被害および鉱毒反対運動については後述する。この時代、鉱毒が減ったような報道が多くされたのは、鉱毒発生当初は山田郡は鉱毒激甚地とはみなされていなかったため、マスコミが取材に訪れなかったためだと考える研究者がいる。
第二次鉱毒調査会の報告書を受け、栃木県、群馬県、埼玉県、茨城県の境に、鉱毒沈殿用の渡良瀬遊水地が作られた。当初、埼玉県側に作られる予定であったが、激しい反対のために栃木県側に予定が変更された。この土地は元々、農業を主な産業としていた栃木県下都賀郡谷中村であった。
谷中村には田中正造が住み、公害運動の拠点となっていたことから、運動をつぶすための決定だといわれた。谷中村はこれに激しく抵抗し、隣の藤岡町との合併案を否決した。谷中村は1906年に強制廃村となり、藤岡町に合併された。また、渡良瀬川の河川工事もこの時代に行われた。
鉱業に関する法規は当時もあったが行政による諮問は行われておらず、煙害・鉱水問題は民事（亊）拾裁判となることもあった。1907年（明治40年）11月27日、東京三井集会所において鉱物学者和田維四郎を会長として鉱山懇話会が創始された。
1910年から1927年にかけ、谷中村を遊水地にし、渡良瀬川の流れの向きを変えるなど、大規模な河川工事が行われ、洪水は減少した。しかし、足尾の山から流出する土砂が下流で堆積するのは止まらなかった。また、下流地域での鉱毒被害が減っただけで、新たな鉱毒の流出が消滅したわけではなかった。政府が当時のこれらの対策が不十分であることを認めたのは、前述したとおり1993年であった。

### 戦後

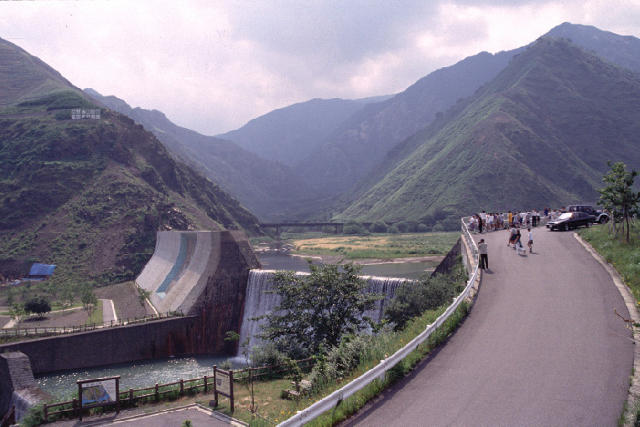
渡良瀬川側から見た足尾砂防ダム（1997年7月22日撮影）

1947年のカスリーン台風以降、政府は渡良瀬川全域に堤防を作った。この堤防工事は20年ほどかかった。堤防の竣工以後、渡良瀬川では大規模な洪水はない。
土砂の流出を防ぐため、1960年、足尾町に防砂ダムの足尾ダム（通称、三沢合流ダム）が作られた。容積500万立方メートルで、利根川水系の砂防堰堤としては最大、また日本でも最大級の砂防ダムとされる。
また、渡良瀬川の治水と首都圏への水道供給を主目的にした多目的ダム、草木ダムが、水資源開発公団（現・水資源機構）により渡良瀬川上流の群馬県勢多郡東村に建設された（1977年竣工）。このダムは鉱毒対策を目的の中に入れていなかったが、参議院議員近藤英一郎が、商工委員会で質問を行った結果、このダムについては「水質保全に特に留意」することとされた経緯がある。鉱毒を下流に流さないようにするための半円筒形多段ローラーも採用された。このダムは常時水質検査が行われ、結果が随時公表されているが、そのような多目的ダムは日本にはほとんど存在しない。竣工が銅山の閉山後だったこともあり、水質検査では異常な値はあまり検出されていない。
1976年7月30日、群馬県、栃木県、桐生市、太田市と古河鉱業の間で公害防止協定が締結された。ただし、後述する毛里田地区鉱毒根絶期成同盟会はこの協定への参加を拒否された。この協定に基づき、水質検査などが行われている。鉱毒被害地の農地の土地改良も、公害防止協定締結後に行われた（後述）。
なお、協定に基づく水質検査の結果、降雨時の堆積場からの水質が環境基準を超えていることがあることを、群馬県が2005年に指摘している。

## 鉱毒反対運動

### 明治期
鉱毒反対運動は、現在の栃木県佐野市と栃木市藤岡町で盛んであった。最初の運動は、1890年、栃木県足利郡吾妻村（現在の佐野市吾妻地区）会が足尾鉱山の操業停止を求める決議を採択した。
佐野出身の衆議院議員田中正造は1891年以降、たびたび国会で鉱毒の質問を行い、鉱毒の害は全国に知れ渡った。栃木県は鉱毒仲裁会をつくり、古河側が、1893年頃に農民に示談金を払い、1896年6月末までに対策を行って鉱毒をなくすという内容で示談を行わせた。これに対し、田中正造はこの示談を行わないよう運動を行った。しかし、1896年の大洪水でさらに鉱毒が拡大し、対策がなされていないことが判明すると、農民側は示談契約書を根拠に再度交渉を行った。このとき、古河側が農民に若干の示談金を与えるかわりに、それ以前、以後の鉱毒被害の請求権を放棄するという内容の永久示談に切り替えた。このため、この後には鉱毒問題はないという主張もされる。しかし、示談金の受け取りを拒否した農民もおり、鉱毒反対運動はこの後も続いた。
森長英三郎によれば、1893年の時限付き示談の内容は、古河市兵衛が農民8,414人の被害地4,360町96畝06歩に対し76,602円96銭9厘を支払うというもので、1896年の永久示談は農民5,127人の被害地2,207町43畝14歩に対し30,119円23銭2厘を払うというものであった。森長の概算によれば、1893年の示談の平均は1反（10a）あたり1円75銭、1896年の示談の平均は1反あたり1円54銭である。

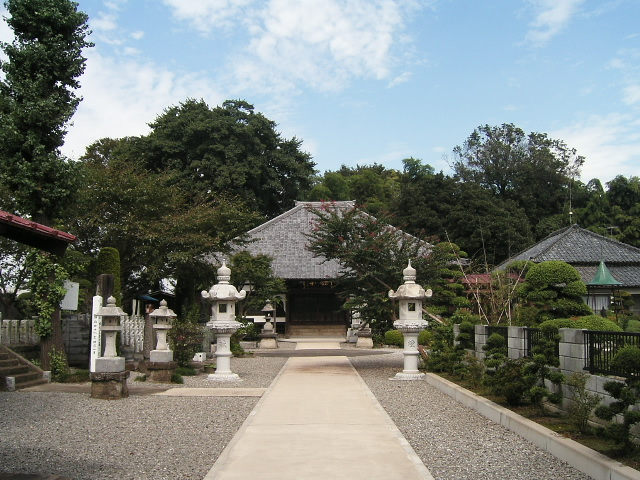
鉱毒事務所がおかれた雲龍寺

反対運動が最も盛んになったのは、1896年の洪水以降で、田中正造の主導の元、10月4日、群馬県邑楽郡渡瀬村（現在の館林市下早川田町）にある雲龍寺に、栃木・群馬両県の鉱毒事務所が作られた。ここは、被害農民の集結所となった。この後、東京への陳情に出かける農民と警官隊との衝突も起きた。このような陳情には当時名がついておらず、農民らは「押出し」と呼んだ。布川了によれば、大規模な押出しは明治期に6回行われている（1897年3月2日、1897年3月24日、1898年9月26日、1900年2月13日、1902年2月19日、1902年3月2日）。第3回押出しで、与党議員であった田中は農民等を説得して大部分を帰郷させたが、直後に政権が崩壊。田中は第4回押出しを行うための機関、鉱毒議会を現地栃木・群馬県で組織させた。押出しについては川俣事件も参照のこと。
1896年には群馬県議会が足尾銅山の操業停止を求める議決（『鉱毒ノ儀ニ付建議』）を行った。一方、栃木県議会は1890年に足尾銅山の調査を求める議決を行っていたが、鉱毒被害地と足尾銅山双方の地元であるという事情から議会が紛糾し、1896年には鉱毒に関する議決は行わなかった。

### 栃木県谷中村の強制廃村
当時、日清戦争・日露戦争のさなかであった政府としては、鉱山の操業を止めることはできず、反対運動を食い止めるため、政府は運動の盛んだった谷中村の廃村を決し、1907年強制破壊が行われる。その後、村民は主に隣の藤岡町や群馬県板倉町にあたる地域、下都賀郡の他の町村、古河町（現在の古河市）、那須郡、北海道常呂郡佐呂間町に移住した。また、元谷中村民以外も一緒に移住したが、実質的には元谷中村民救済の意味が強かった。なお、佐呂間町にある「栃木」という地名は、この移住の際につけられたものである。移住を拒否し、破壊された谷中村の自宅跡に住み続けた元村民もいる。ただし、1917年には全員が村を退去した。
鉱毒反対運動は、谷中村の廃村や、渡良瀬川の大工事による洪水の減少などにより次第に弱まり、特に1902年以降、足利郡、梁田郡、安蘇郡、下都賀郡、邑楽郡の鉱毒被害地が豊作になると弱体化した。さらに運動の中心人物であった田中正造が1913年に没するとほぼ消滅した。しかし、群馬県山田郡の鉱毒被害は止まず、この地区ではこの後も鉱毒反対運動が続いた（後述）。

### 栃木県足尾町での運動
煙害に困った足尾町赤倉地区の住民が1920年に煙害問題安定期成会を結成。古河鉱業と直接交渉を行った。しかし、土地柄、銅山との商取引で生計を立てている者が多く、運動は盛り上がらなかった。最終的に、銅山に全く依存していない数軒のみが賠償を受けることに成功したが、逆に町内の分断を招いた。

### 大正期・昭和期・平成期

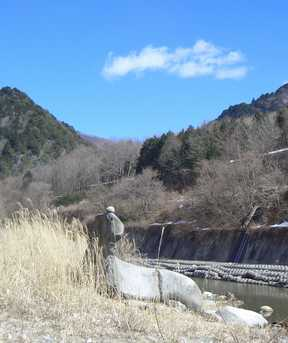
オットセイ岩（手前）と源五郎沢堆積場（対岸奥）。間にわたらせ渓谷鐵道の線路がある。川は渡良瀬川

渡良瀬川から農業用水を取水していた中流右岸の待矢場両堰普通水利組合（現在の待矢場両堰土地改良区。主に群馬県山田郡、邑楽郡の町村に用水を供給していた）と三栗谷用水普通水利組合（現在の三栗谷用水土地改良区、主に足利郡右岸に用水を供給）は、古河側と永久示談を行わず、期限つきの示談交渉を数度にわたり延長する方式をとっていた。しかし、1902年、1904年に古河側は状況が変わったとして示談延長を停止。両組合は、賠償請求額を算出するために、それぞれ独自にたびたび足尾の現地視察などを行った。
1910年（大正8年）、古河の巨頭となる井上公二が足尾鉱業所長となった。1917年、待矢場両堰普通水利組合は、渡良瀬川には鉱毒はなくなっていないとする意見書を群馬県知事に提出した。
1924年には干ばつがあり、これは、水源地の足尾の山林が荒廃して保水能力を失ったためだと考えた両組合は、それぞれ別個に活動を行い、1925年には群馬県側の農民ら数千人の署名が集められ、貴族院、衆議院、内務大臣、農務大臣宛てに請願書が提出される。この内容は主に、鉱害による損害賠償請求が行えるようにして欲しいというものだった（当時は原告に立証責任があったため、裁判で勝つ見込みがなかった）。この要望は1939年に実現した。
一方、三栗谷用水は、鉱業取り締まりや鉱業法改正の嘆願書を内務・農林・商工大臣宛に提出。この嘆願書は1926年から1933年までほぼ毎年提出された。なお、この時代、両水利組合が共同で行った運動も若干ある。
1936年に三栗谷用水は古河鉱業から事業資金の一部8万5千円を提供させ、取水口の改良工事を行い、それまでの渡良瀬川からの直接取水から、伏流水を主に取水する方式に変更した。この際、古河側は永久示談を要求。今後一切現金提供を求めないという条文が契約書に盛り込まれたが、工事は1950年の第4次工事まで続き、最終的に古河側は総工費3200万円の4%にあたる119万円を負担した。第4次工事で、用水本流上に中川鉱毒沈砂池（1948年竣工）が設けられ、下流部の鉱毒被害は激減した。しかし、最新の鉱毒防止装置の維持費は、その後も用水利用料増加という形で農民の負担となった。なお、事業そのものは1967年竣工の第5次まで続いたが、第5次工事には古河は金銭を負担していない。
1938年、1939年には渡良瀬川で大洪水があり、鉱毒が再度農地に流れ込んだ。同年、渡良瀬川改修群馬期成同盟会が結成され、内務省に対して渡良瀬川の河川改修や水源地の涵養などを求める陳情が行われた。陳情は1940年までに22回行われた。1940年、政府はこの事業に予算をつけるが、第二次世界大戦のため、あまり大規模な改修は行われなかったらしいという推測もある。政府が渡良瀬川の大改修を行うのは戦後であった。
これ以降の時代は、国策である銅の増産に協力しない者は非国民であるという主張がされるようになり、鉱毒反対運動は一時下火になった。
1945年、終戦となり、言論・集会への弾圧が行われなくなると、翌1946年、群馬県東部の渡良瀬川流域の農民が集まり、足尾銅山精錬所移転期成同盟会が結成された。この会はすぐに鉱害根絶同盟会と名称を変更し、古河鉱業と直接交渉を行った。周辺市町村は渡良瀬川改修群馬期成同盟会を沿岸鉱毒対策委員会と名称変更して鉱毒反対運動を続け、1953年、鉱害根絶同盟会は官製の対策委員会に吸収される形でいったん消滅した。対策委員会は古河鉱業から土地改良資金の20分の1（800万円）を受け取り解散した。800万円は、待矢場両堰土地改良区（水利組合が名称を変更したもの）の口座に入金された。
これらの資金を基に、待矢場両堰も三栗谷用水と同様、伏流水を取水するための工事を行ったが、用水の規模が違いすぎ、伏流水のみでは必要量を確保できなかった。待矢場両堰はその後も渡良瀬川からの直接取水を続けた。

### 群馬県毛里田村での活動
しかし、1958年5月30日、足尾町オットセイ岩付近にある源五郎沢堆積場が崩壊。崩れた鉱石くずが渡良瀬川を流れ、渡良瀬川から直接農業用水を取水していた群馬県山田郡毛里田村（現在の太田市毛里田）の田畑に流れ込んだ。この後この地で再び鉱毒反対運動が盛んになる。
6月11日には毛里田村の農民らが足尾を訪れるが、古河側は自身に責任はないという主張を繰り返した。しかし、国鉄には、鉱石くずの流出で線路が流れたことに対して補償金を払っていたことが直後に判明。住民らが激怒し、7月10日、毛里田村期成同盟会（のちの毛里田地区期成同盟会）が結成され、これを受け、さらに8月2日、群馬県桐生市、太田市、館林市、新田郡、山田郡、邑楽郡の農民が中心となって群馬県東毛三市三郡渡良瀬川鉱毒根絶期成同盟会が再度結成される。古河側は150万円の見舞金を提示したが、毛里田村民側は賠償金の一部としてでなければ受け取れないと拒否。また、この交渉過程で、1953年に土地改良資金を提供したときに、永久示談を行ったと古河側は主張。当時の契約書も提示された。この契約書に関しては、1966年、参議院商工委員会で鈴木一弘委員（当時）が有効性があるのかと問いただしたところ、農林省、通産省の担当者は、それぞれ、契約書に署名した水利組合理事長に独断でそのような契約を結ぶ権限があったか疑わしく、また、契約後も鉱毒被害が発生していることから、永久示談の成立には否定的な答弁を行っている。
この時期の鉱毒反対運動は、最大の被害地、毛里田村鉱毒根絶期成同盟会（のちの太田市毛里田地区鉱毒根絶期成同盟会）が活動の中心となった。この後、バスを使った押出しが行われた。明治期のものと区別するため、昭和期のものは昭和の押出しと呼ばれる。同年設置された政府の水質審議会指定河川から渡良瀬川が除外されたことも運動を大きくする原因になった。
1962年、水質審議会に渡良瀬川専門部会を設け、毛里田村鉱毒根絶期成同盟会会長の恩田正一が会長を辞職すれば審議会委員に加えてよい、という内容の政治的な妥協がはかられた が、当初、毛里田村鉱毒根絶期成同盟会は同盟会の運動の分断を図ろうとするものだとして激しく抵抗した。また、そのような主張が認められるなら、同じく委員になっている古河鉱業の社長もその職を辞すべきだという主張もあった。しかし、恩田はこれを受け入れ、会長を辞職した上で水質審議委員となった。しかし、委員となった恩田の意見はほとんど無視された。
恩田の後、毛里田村鉱毒根絶期成同盟会長には板橋明治がなる。1964年10月5日、再び押出しが行われた。水質基準は経済企画庁の提案による銅0.06ppmという値で、1968年に決定された。太田市毛里田地区鉱毒根絶期成同盟会（1963年に毛里田村が太田市に合併されたことにより毛里田村鉱毒根絶期成同盟会が名称変更したもの）は、0.02ppm（農林省灌漑用水指標）を主張したがこれは受け入れられなかった。
この間、1966年9月ごろ、足尾町の天狗沢堆積場が決壊。再度、鉱毒が下流に流れた。しかし、古河側はこの事実を公表しなかった。期成同盟会の住民は、群馬県からの連絡でこの事実を知った。
1971年に毛里田で収穫された米からカドミウムが検出され、直後、農民らは80年分の賠償金120億円を古河鉱業に請求した。1972年、群馬県は、米の汚染は足尾銅山の鉱毒が原因と断定(土壌中の銅とカドミウムの相関関係、流域分布、他に発生源がない)し、カドミウム汚染田39.45haを汚染田指定した。群馬県はそれに伴い健康被害調査を実施。渡良瀬川水系流域外で非汚染米を食す地域と比較検討されたが健康被害の発生はないと発表した。
1972年3月31日、板橋明治を筆頭代理人とする農民971人（3.31,110名、被害額4億7千万円）が古河鉱業に過去20年分の農業被害賠償額39億円の支払いを求め総理府中央公害審査会に調停を申請した。4月3日、県は毛里田地区の土壌汚染についても足尾銅山の鉱毒が原因と断定。1974年3月18日群馬県は、土壌防止法汚染防止法に指定指定された銅について水口加重平均により測定された377.81ha（桐生市、太田市、カドミ重複を含む）を土壌汚染対策地域農用地として指定した（のちに追加指定2.98ha）。
1974年5月11日、総理府中央公害審査会から事件の処理を引継いだ公害等調整委員会において調停が成立し9項目からなる調停調書に双方が署名押印した。古河鉱業はこれによって15億5000万円の補償金を支払った。これは、古河側が鉱毒事件で責任を認めて補償金を支払った最初の出来事である。
古河鉱業側は、銅の被害のみを認め、カドミウムについては認めなかった。農民側も、調停申請にはあえてカドミウム問題は提示せず（銅、カドミウム、ひ素等の重金属複合汚染。調停文書上は重金属と表されている）に、農業被害の早期解決を目指した。このときの調停の内容に含まれていた土地改良は、1981年に始まり1999年に完了した。渡良瀬川沿岸土地改良区理事長には板橋明治がなる。公害防除特別土地改良事業（災害普及事業と同列に扱われるが現状回復でなく区画整理工法）は総事業費は53億3000万円。加害原因者の古河鉱業の負担率は51%は銅山が発見された江戸時代からの銅の資産量に既定割合をかけたものをもちいて群馬県公害対策審議会が決定した。残りの大部分は国と群馬県が負担した（ごく一部を桐生市と太田市が負担）。
調停の成果は大きなものとなった。加害企業決定、過去の農作物被害補償金、土地改良に及んだこと、加害者責任として古河鉱業が負担した実質額は調停請求39億円を上回ることになる。
調停第6項に基づく汚染農地対策事業には、被害農民の金銭負担は一切無く、また被害農民が受取る補償金を非課税（賠償金と保証金の差）とさせたことは特筆すべき点である。

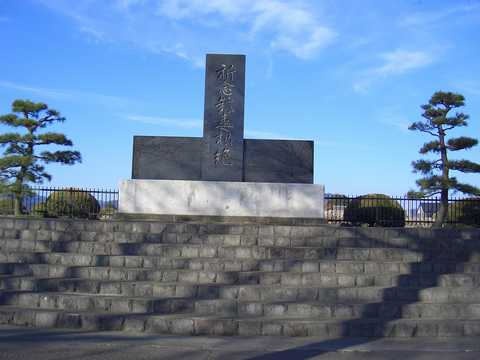
毛里田地区の祈念鉱毒根絶碑。「土」の字をかたどっている。記念碑としなかったのは、鉱毒問題が解消していないためで、鉱毒の根絶を願い渡良瀬川鉱毒根絶毛里田期成同盟会により1977年（昭和52年）5月建立。板橋明治による撰文及び揮毫。主碑陰に【苦悩継ふまじ されど史実ハ伝ふべし 受難百年また還ら須 根絶の日ぞ何時】

毛里田地区の鉱毒反対運動は、どこからも主だった支援を受けず、農民の手弁当による活動であるところが他の同種の運動と大きく異なる。ただし、支援の申し出がなかったわけではなく、被害民の苦悩は被害民でなければわからないという理由で、板橋明治は独学で学び弁護士に依頼せずリーダーとして闘った。
毛里田地区の調停成立により、1974年11月18日、群馬県桐生市で桐生地区鉱毒対策委員会が設立され、農民444人が古河鉱業に対し交渉をもった。1975年11月18日和解が成立し、古河鉱業は銅などによる鉱毒被害を認め、2億3500万円を支払った。
1974年10月25日、太田市韮川地区鉱毒根絶期成同盟会の農民546人が、13億円の賠償を古河鉱業に請求。1976年12月1日、和解が成立し、古河鉱業は1億1千万円を支払った。
毛里田地区で申請漏れになっていた住民34名が、前回調停の継続として1977年12月、390万円で和解が成立した。
1994年10月11日、渡良瀬川鉱毒根絶毛里田期成同盟会（太田市毛里田地区鉱毒根絶期成同盟会の改称）と、韮川地区鉱毒根絶期成同盟会が合併。渡良瀬川鉱毒根絶太田期成同盟会（会長：板橋明治）となった。
1999年、（平成11年）5月　渡良瀬川沿岸土地改良区による公害防除特別土地改良事業竣工記念碑建立（撰文及び揮毫は板橋明治） （碑文末） 渡良瀬川に鉱毒流れて 父祖五代 苦悩の汚染田 いま 改良成る
2000年、2003年、2004年に、群馬県は農用地土壌汚染対策指定地域を追加指定。これまでに指定され、まだ解除されていない農地も含め、2005年現在の対策指定地域は53.74haである。2000年以降の追加指定地は、大部分が1970年代の調査が法律に基づき2.5haに１カ所であり筆ごとの調査ではないことから同盟会の独自調査により洩れを指摘していた地域である。
1976年7月30日　調停条項第7項（略・申請人の希望をしんしゃくし群馬県、太田市と公害防止協定の締結につとめること）に基づき公害防止協定が締結される。この協定は、古河鉱業、群馬県、栃木県の三者協定と、古河鉱業と群馬県、太田市、桐生市の四者協定とで構成されていることから、同盟会は協定に参加できるものと考えていたため、参加できない公害防止協定の締結に反対の運動を行ったが、太田市と鉱害防止運動の保証と協力を定めた覚書の締結によって沈静化した。2年後の６月１５日に協定の運用（基準値、平常時調査、降雨時調査、公害防止事業の予定と報告等）を定めた細目協定を締結。更に運用の覚書などから公害防止協定は構成されており、これまでに数度にわたって更新がなされている。
2004年、桐生市議会は、足尾町の中才浄水場に自動取水機の設置を求める要望書を採択した。2014年には1974年に県内の若手公務員や宇都宮大学生ら約30人により製作が開始された記録映画『鉱毒悲歌』が完成している。この映画は資金不足を理由に編集作業が立ち消えとなっていたが、元参院議員の谷博之が新規に制作委員を立ち上げて制作を完了させた。事件の被害者の貴重な証言なども収められている。
2015年5月27日　太田市は学習文化センター内に足尾鉱毒資料展示室を開設した。内容は鉱毒関係年表、調停時の資料の一部、被害地写真、丸木夫妻の鉱毒の図の一部等と非定期的に映画「鉱毒」のダイジェスト版を放映している。銅汚染農地被害地は公害防除特別土地改良事業によって、そのすべてが復旧している。しかし、カドミウム汚染農地が解除されず現存するのは、土地改良事業後に水稲の作付けが行われておらず収穫した玄米中のカドミウム測定ができないため安全確認がとれていないことによる。1981年の土地改良を実施した際の目標とした土壌中の銅濃度は渡良瀬川の当時の銅濃度0.034ppmを20年間灌漑用水使用した場合に再工事が必要となるものであったが、2015年現在の渡良瀬川の灌漑期の平均銅濃度は0.01ppm未満で推移している。なお、その土地改良が終わった圃場に一部ではあるが大規模工業団地が造成されようとしている。

## 植林・治山事業
| 渡良瀬川縁付近まで下りてきたニホンカモシカ（写真中央）（旧・足尾線 間藤 - 足尾本山間、1997年7月22日） |  | ニホンカモシカの部分をトリミング |
| 渡良瀬川縁付近まで下りてきたニホンカモシカ（写真中央）（旧・足尾線 間藤 - 足尾本山間、1997年7月22日） |  | ニホンカモシカの部分をトリミング |

荒廃した足尾地区の森林を復元するため、1897年、当時の農商務省により足尾に植林が命じられ、以後、現在（2006年）に至るまで治山事業が続けられている。ただし、明治期と昭和初期には植林が行われなかった時代がそれぞれ数年ずつあった。
治山事業に要した費用（荒廃地復旧経費）は、前橋営林署（現在の関東森林管理局群馬森林管理署）によれば、
- 1897年 - 1899年：31,111円
- 1906年 - 1913年：405,917円
- 1914年 - 1926年：99,590円
- 1927年 - 1940年：163,484円
- 1947年 - 1975年：1,659,574,000円

である（1976年以降も植林事業は行われている）。前橋営林署の治山事業は、国有林を対象に行われている。このほか、栃木県が1958年ごろから別に民有地に治山事業を行っている。栃木県が植林している民有地は、ほとんどが古河機械金属の所有地である。税金を投じて私有地への大規模な植林を行うことに批判もある。
1988年に前橋営林署が足尾地区の治山事業に使用した金額は、2億9400万円であり、栃木県は5億8500万円を投じた。
1999年に建設省が足尾地区の治山事業に投じた金額は、20億3000万円であり、栃木県は8億円、林野庁は2億5000万円を投じた。
このほか、古河鉱業は1960年に国有林復旧への協力金として政府に約360万円を支払った。これは1957年 - 1960年分として支払われ、これ以前の分については時効だという解釈がされた。
植林、治山による鉱害防止効果は足尾山地に存在する微少の鉱脈の上に存在した土壌が煙害によって樹木が枯死し、雨水によって表土が流出し露頭化した降雨時の汚染を防ぐ意味では重要な役割をもっている。然しながら最も降雨時の汚染防止を担っているのは草木ダムであることもまた事実である。

## 古河側の主張
足尾鉱毒事件に関しては、主に被害者側の視点での記述が多いが、中立性を確保するため、古河側の主張も併記する。ただし、古河側が直接、鉱毒に関して言及している例は非常に少ない。古河側の直接的な文献で、鉱毒に関する言及が多い文書には、古河鉱業刊『創業100年史』（1976年）がある。なお、古河鉱業は鉱毒という語を用いず、「鉱害」という語を用いている。
これによれば、1740年に既に渡良瀬川沿岸で鉱毒による免租願いが出されていることが当時の文献から確認でき、鉱毒は古河の経営になる前から存在したと主張している。また、当時は圧力があって文献では残っていないが、1821年に鉱毒被害があった、という研究も紹介している。
古河側の主張によれば、（第1次）鉱毒調査会による鉱毒防止令による工事と、大正時代までに行われた渡良瀬川の治水工事により、鉱毒は「一応の解決をみた」（『創業100年史』より）と述べている。この時代、待矢場両堰普通水利組合などが鉱毒に言及していたことについては記述がない。
源五郎沢堆積場崩壊事故後の毛里田地区鉱毒根絶期成同盟会との交渉については（それ以前から鉱毒問題に関しては）、「つねに前向きの姿勢で対処してきた」（『創業100年史』より）と述べている。古河側が時効の成立を主張したことなどについては言及がある。1974年の調停で、鉱毒問題については「終止符が打たれた」（『創業100年史』より）と述べているが、古河鉱業がカドミウム汚染に関する責任を認めていないことについての言及はない（1976年に結ばれた公害防止協定への言及もないが、協定成立年とこの文献の発行年が同年であることから、編集に間に合わなかったという可能性もある）。

## この事件を扱った作品

### 小説
- 小林久三『暗黒告知』（講談社、1974年）
- 立松和平『毒 : 風聞・田中正造』毎日出版文化賞受賞（東京書籍、1997年）
- 城山三郎『辛酸』（中央公論社、1979年）
- 日向康 『果てなき旅』（福音館日曜日文庫、上下巻、1978年）

### 映画
- 『鉱毒』（日本、1976年）
- 『化粧師 KEWAISHI』（日本、2002年）
- 『鉱毒悲歌』（日本、2014年）
- 『赤貧洗うがごとし - 田中正造と野に叫ぶ人びと』（日本、2006年）
- 『襤褸の旗』（日本、1974年）

### テレビドラマ
- 『足尾から来た女』（NHK、2014年1月放送）

### 官公署
- 関東森林管理局 足尾の治山
- 環境基準について（環境省）
- 国土交通省関東地方整備局渡良瀬川河川事務所
- 農林水産省林野庁関東森林管理局日光森林管理署
- 栃木県日光治山事務所 - ウェイバックマシン（2002年11月25日アーカイブ分）

### NPO法人・労働組合
- NPO法人 足尾に緑を育てる会
- NPO法人 森びとプロジェクト委員会
- 連合栃木

### 企業
- 古河機械金属